# Yamaha JogRR
De JogRR scooter is de Yamaha-uitvoering van de MBK Mach G. De JogRR is ontworpen door MBK en wordt gebouwd in Spanje. Hoewel hij qua naamgeving een opvolger is van de Yamaha Jog, die nooit in Nederland geleverd is, heeft hij er in feite niets mee te maken.
De JogRR wordt in tegenstelling tot de JogR aangedreven door een watergekoeld Minarelli horizontaal blok. Hij is met andere scooters vergeleken klein en compact. Hierdoor is hij wendbaarder dan bijvoorbeeld de Aerox. De lengte van de JogRR is 1740 mm, de breedte is 675 mm en de hoogte is 1065 mm. De hoogte van het zadel is 770 mm. Hij weegt 79 kilo zonder benzine en bagage.
De JogRR is standaard voorzien van een elektronisch aangedreven analoge snelheidsmeter. Daardoor is deze snelheidsmeter nauwkeuriger dan die van andere scooters. Er zit slechts een afwijking in van +5 km/h bij een weergave van 80 km/h. Naast de kilometerteller bevindt zich een digitaal display waar de totale kilometerstand, de dagteller, de brandstofmeter en een klok in verwerkt zit. Het instellen van de tijd, het terugstellen van de dagteller en het schakelen tussen de kilometerteller en de dagteller gebeurt middels een links naast de snelheidsmeter aangebracht knopje. De dagteller is te resetten door het knopje drie seconden ingedrukt te houden. De tijd opnieuw instellen kun je doen door eerst je totale kilometerstand te laten weergeven, en dan drie seconden het knopje vast te houden.

## Specificaties
Afmetingen:
- Lengte: 1,74 meter
- Breedte: 0,675 meter
- Hoogte: 1,065 meter
- Zadelhoogte: 0,770 meter
- Wielbasis: 1,210 meter
- Grondspeling: 0,132 meter

Gewicht inclusief olie en brandstof is 83,7 kg.
Motor:
CS50Z (JogRR)
- Vloeistofgekoeld, tweetakt
- 1 cilinder, vooroverhellend
- 49,2 cm³ (cc)
- Boring × slag: 40,0 × 39,2 mm
- Compressieverhouding: 11,40:1
- Nat luchtfilterelement
- Koppeling: droog, automatisch centrifugaal
- Versnellingsbak: ééntrapsautomaat
- Startsysteem: elektrisch en kickstarter
- Ontstekingssysteem CDI

Chassis:
- Spoorhoek: 25°
- Naspoor: 80 mm

Brandstof:
- Inhoud benzinetank: 5,5 liter
- Inhoud olietank: 1,4 liter
- Aangeraden benzine: EURO 95,98,100,V-Power, Fuelsafe
- Aangeraden olie: CASTROL 2 TAKT OLIE

Remmen:
- Voorrem: enkele schijfrem, Ø 190 mm
- Achterrem: trommelrem, Ø 110 mm

Banden:
- Voorband: 110/70-12 47L
- Achterband: 120/70-12 51L of 130/70-12 56L

Lampen:
- Koplamp: 12 V, 35 W ×1
- Achter/rem: 12 V, 35 W ×1
- Voorrichtingwijzer: 12 V, 16 W ×2
- Achterrichtingwijzer: 12 V, 10 W ×2
- Dashboardlicht: 12 V, 1,2 W ×2

Versnellingsbakolie:
- Maximale inhoud: 0,11 l
- Bij verversing: 0,10 l

Bandenspanning:
- Voor: 175 kPa
- Achter: 200 kPa

Accu:
- Model: GT4L-BS
- Voltage: 12 V, 4,0 A/u
- Zekering: 7,5 ampère
- Bougie: NGK/BR8HS (vervangen elke 10.000 km)